# Retrieverleine

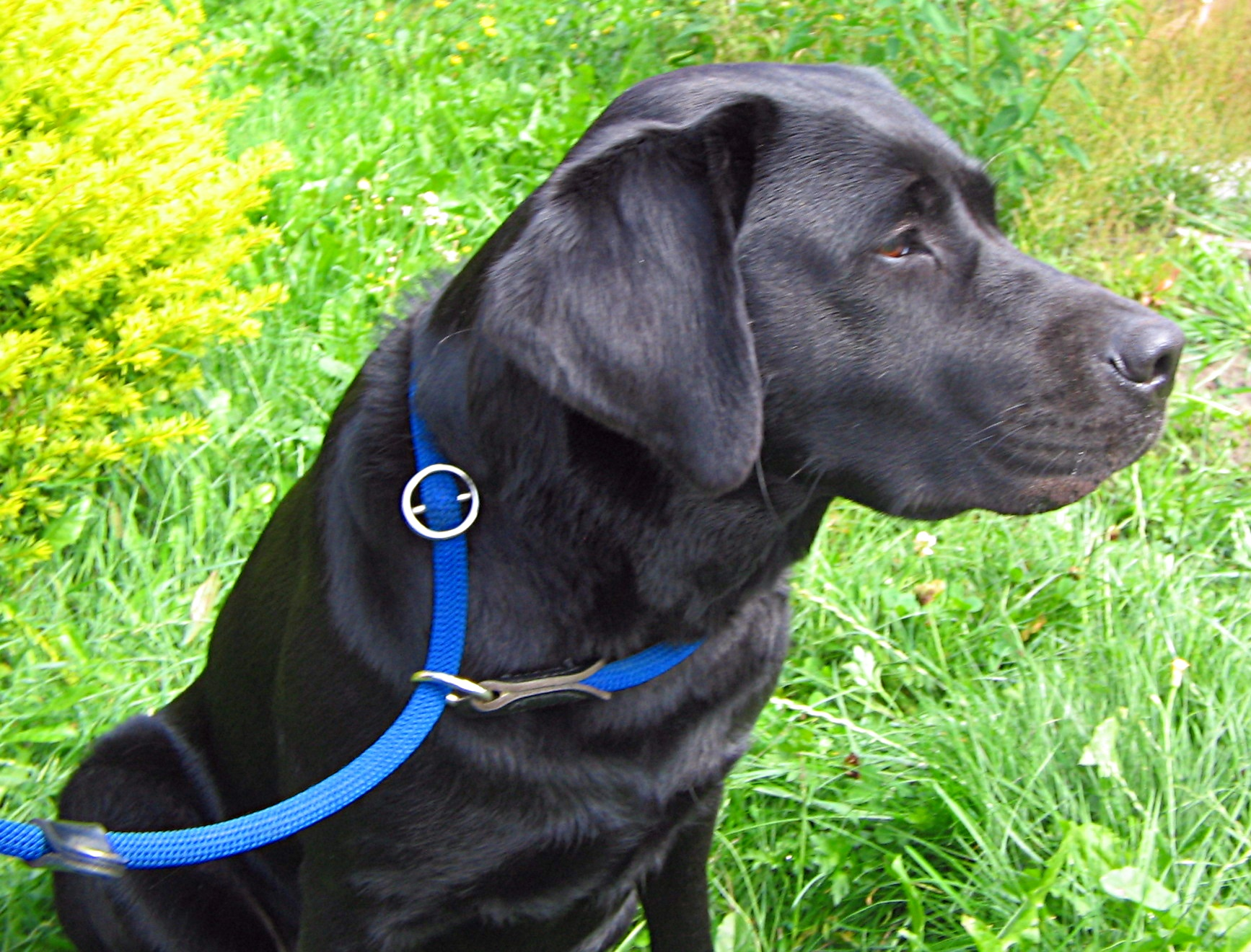
Labrador Retriever mit Retrieverleine

Die Retrieverleine, auch Moxonleine, ist eine spezielle Hundeleine. Sie vereinigt Führleine und Halsband. Nimmt man sie dem Hund ab, kann dieser darum ohne Gefahr des Hängenbleibens an einem Halsband durch Gestrüpp und Uferbewuchs laufen. Wie der Name nahelegt, ist diese Form der Leine ursprünglich für Retriever gedacht, die im und am Wasser apportieren.
Die Leine ist auch bei anderen Hunden und Einsatzzwecken verwendbar, bei denen der Hund unbehindert durch ein Halsband agieren können soll, z. B. beim Agility.

## Bauform

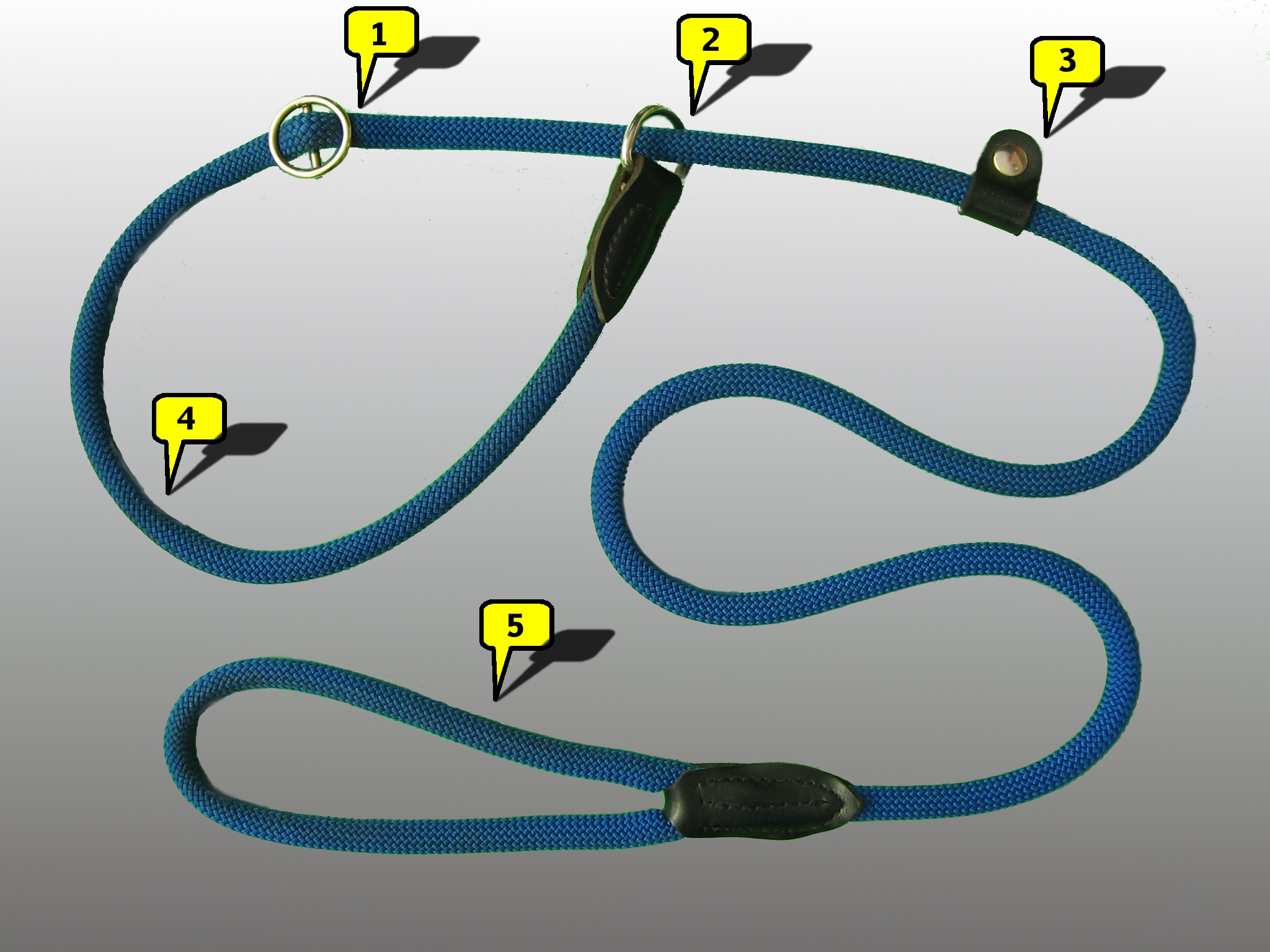
Bestandteile einer Retrieverleine

Die Retrieverleine besteht aus der Halsung (das ist der Teil, der anstelle eines Halsbandes um den Hals des Hundes gelegt wird), der eigentlichen Führleine und einer Handschlaufe. Die einzelnen Teile im Bild:
1. Zugbegrenzung,
2. Gleitring (auch als Schlaufe mit Kausche realisiert) und
3. Stopper bilden die
4. Halsung. Der Mensch hält die
5. Handschlaufe

Eine besonders dünn gearbeitete Form ohne Zugbegrenzung wird gelegentlich als Ausstellungsleine verwendet; da sich die Halsung zuzieht, sobald Zug auf die Leine kommt, ist sie im Alltag problematisch. Aus diesem Grund ist die Retrieverleine ohne Zugbegrenzung in Österreich verboten.

## Funktionsweise
Der Gleitring kann sich zwischen Zugbegrenzung und Stopper bewegen; dadurch verändert sich die Weite der Halsung. Man kann den Hund durch Öffnen der Halsung von der Leine lassen. Der Stopper verhindert, dass sich die Halsung soweit löst, dass der Hund die Leine verliert. Die Zugbegrenzung verhindert, dass der Hund gewürgt wird, sobald Zug auf die Leine kommt. Beides muss daher vor dem erstmaligen Gebrauch auf die Größe des Hundes eingestellt werden.
Damit sich die Halsung wieder lösen kann, sobald kein Zug auf der Leine ist, ist es wichtig, die Retrieverleine korrekt anzulegen: der Gleitring muss von unten kommen.